# تپه آقابابا
تپه آقابابا مربوط به دوران‌های تاریخی پس از اسلام است و در شهرستان دامغان، بخش مرکزی، دهستان حومه، روستای حومه، محله آقا بابا واقع شده و این اثر در تاریخ ۲۶ اسفند ۱۳۸۷ با شمارهٔ ثبت ۲۶۰۳۷ به‌عنوان یکی از آثار ملی ایران به ثبت رسیده است.